# Мохелі
Мохелі, також відомий як Мвалі (фр. Mohéli) — автономний острів в Індійському океані, який є складовою частиною Союзу Коморських Островів. Столиця — місто Фомбоні. Станом на 2006 рік, його населення становить приблизно 38 тис. чоловік. Загальна площа острова — 211 квадратних кілометрів.

## Географія
Мохелі входить до Коморських островів, що лежать у Мозамбіцькій протоці Індійського океану. Є найменшим з трьох островів.